# Los Chulavitas
Les Chulavitas, également appelées police chulavita, est un groupe paramilitaire colombien. Ils constituaient une faction armée irrégulière du gouvernement colombien pendant la période connue sous le nom de La Violencia bipartite des années 1950. Ils avaient des fonctions de police secrète et d'agents terroristes au service du Parti conservateur, et le gouvernement de l'époque leur apportait aide et financement. Ils furent rapidement recrutés dans les enclaves conservatrices du nord-est du département de Boyacá, pour défendre les gouvernements conservateurs des présidents Mariano Ospina Pérez et Laureano Gómez contre les rebelles libéraux ou « cachiporros ou chusmeros » et plus tard communistes. C'était l'un des groupes paramilitaires conservateurs des années 1940 et 1950, avec les Pájaros del Valle del Cauca.